# Илиян Недков
Илиян Донев Недков е български джудист.
Роден е на 18 март 1958 година в Сваленик, Русенско. От ранна възраст започва да тренира борба при Пройчо Керчев, а малко по-късно и джудо. Печели бронзов медал в категория до 65 килограма на Олимпиадата в Москва през 1980 година, както и на европейското първенство в Дебрецен през следващата година.